# Басукинский, Сергей Сергеевич
Сергей Сергеевич Басукинский (род. 1985, Липецк) — российский пианист.
В 1993 и 1995 гг. выигрывал конкурс пианистов имени Константина Игумнова, проводящийся в Липецке. В 1997 г. занял первое место на III Международном юношеском конкурсе имени Чайковского, после чего переехал в Москву для продолжения музыкального образования в Центральной музыкальной школе имени Гнесиных, где занимался под руководством Михаила Плетнёва и Наума Штаркмана (по признанию Штаркмана, Басукинский стал первым учеником-ребёнком в его педагогической карьере, но после того, как Басукинский заявил о своей мечте учиться у Штаркмана в телевизионном интервью, взятом у него как у победителя юношеского конкурса Чайковского, Штаркман не смог ему отказать). В 1998 г. выступал на открытии XI Международного конкурса имени Чайковского как представитель следующего поколения музыкантов. В 2007 г. окончил Московскую консерваторию (класс Сергея Доренского).